# Neuweiler (Niederstetten)
Neuweiler ist ein auf der Gemarkung der Kernstadt Niederstetten aufgegangener Wohnplatz im Main-Tauber-Kreis im fränkisch geprägten Nordosten Baden-Württembergs.

## Geographie
Der Wohnplatz liegt am südöstlichen Ortsrand der Kernstadt Niederstetten. Das Naturschutzgebiet Wildentierbacher Berg grenzt an den Wohnplatz.

## Kulturdenkmale
Kulturdenkmale in der Nähe des Wohnplatzes sind in der Liste der Kulturdenkmale in Niederstetten verzeichnet.

## Verkehr
Der Wohnplatz ist über die L 1020 (Wildentierbacher Straße) zu erreichen. Vor Ort befindet sich unter anderem die gleichnamige Straße Neuweiler.